# Audace (vescovo)
Audace, o Audax (... – 926), è stato un vescovo italiano.
È stato vescovo di Asti tra il 904 ed il 926.

## Biografia
È probabile che Audace ottenne l'episcopato per opera di Berengario I verso il 904.
Moltissimi sono i documenti di attribuzioni di beni riferiti al vescovo Audace, segno che sotto il suo episcopato la diocesi astese si ingrandì notevolmente.

## La traslazione delle reliquie di San Dalmazzo
Ad Audace viene attribuita la traslazione del corpo di San Dalmazzo da Pedona a Quargneto.
Secondo la testimonianza di F.Ughelli nella sua "Italia Sacra" ,sulla cassa dell'arca che conteneva i resti del corpo di San Dalmazzo presso la chiesa di Quargneto, si leggeva la seguente iscrizione:
Il Durandi aggiunge, che la traslazione del corpo santo, avvenne dalla basilica di San Dalmazzo a Pedona (ora Borgo San Dalmazzo), in seguito alle continue invasioni saracene che all'inizio del X secolo imperversavano nella zona sud-occidentale della diocesi astese.
Secondo il Cipolla, lo spostamento delle reliquie da Pedona a Quargnento (ora nella diocesi di Alessandria), avvennero dopo la conquista saracena di Frassineto (Garde-Frainet).
Questo comportò alcuni anni di devastazioni in Piemonte,che culminarono con la distruzione del monastero di Novalesa nel 906.
Il corpo di San Dalmazzo non venne però trasferito ad Asti, all'interno della cinta muraria, ma nella piccola pieve di Quargnento, nella zona opposta di Pedona, con il preciso intento di espandere i traffici commerciali in quell'area della diocesi, dato che la presenza saracena nella zona sud-occidentale impediva i traffici commerciali attraverso le Alpi.
A conferma di ciò è la presenza di un diploma del 23 maggio 954 di Berengario II ed  Adalberto, indirizzato al vescovo Bruningo per la concessione di un mercato a Quargneto "... in honore di S.Dalmatii martitis...".